# 눈물젖은 두만강
《눈물 젖은 두만강》은 1938년 발표된 조선의 대중가요이다. 작사는 김용호, 작곡은 이시우, 편곡은 박시춘이 담당하였다. 노래는 김정구가 불렀다.
한편 이 곡은 원래 한명천 시인이 가사를 1절까지만 지은 상태로 작곡가 이시우가 오케레코드로 가지고 온 것인데, 이를 김용호가 2절, 3절을 지어서 박시춘이 편곡하여 발표한 곡이라고도 한다.